# Santiago Temple
Santiago Temple é um município da província de Córdova, na Argentina.